# Allohelea insularis
Allohelea insularis är en tvåvingeart som först beskrevs av Tokunaga 1941.  Allohelea insularis ingår i släktet Allohelea och familjen svidknott. Inga underarter finns listade i Catalogue of Life.